# Польські військові формування в Одесі
Польські військові формування в Одесі — військове формування польської армії на Сході.
У квітні 1917 року в Одесі було організовано Польський військовий союз. Союз зареєстрував польських солдатів в російських частинах, піклувався про польських ув'язнених в арміях перегородки і проводив освітню діяльність серед польських колоній у районі. У листопаді, за наказом Наксполя, він почав вербувати солдатів і відправляти їх до Першого і Другого польського корпусу. Використовуючи дозвіл головнокомандувача Румунського фронту генерала Щербачева, почалося утворення формувань в Одеській військовій окрузі. Вони повинні були стати ядром незалежного польського корпусу.
У березні 1918 року командир військових частин Одеської Радянської Республіки Михайло Муравйов наказав, перш ніж армія покине місто, ліквідувати «буржуазних», і зокрема поляків. Команда філії вирішила запустити польські інтервенційні патрулі опівночі 9 і 10 березня. Більшовики переоцінили силу поляків і не прийняли наказ, призначений їхнім командиром. Розпочалися переговори, в результаті яких було встановлено проголошення більшовицької команди, що гарантувало відносну безпеку для поляків у районі району.
18 березня 1918 року капітан Скриньський призначив інженера полковника Чеслава Рибинського начальником штабу Департаменту і з того часу швидко розвивається. Після зайняття Одеси військами австро-угорської армії український військовий міністр Олександр Жуковський наказав розібрати Департамент. Капітан Скриньський не виконав наказ. Австрійці привели до розпорядження про переміщення блоку в Хмельник — Янівський район. У відповідь поляки демобілізували блок, а колишні солдати австрійської армії та галицьких легіонів ховалися в польській громаді. Порядок демобілізації містив такі слова: … Кожен звільнений солдат і офіцер повинен вважатися вільним громадянином Польської держави і повністю незалежним у розпорядженні своєї особи . Формування було формально розпущене 14 квітня 1918 року.

## Командування та склад

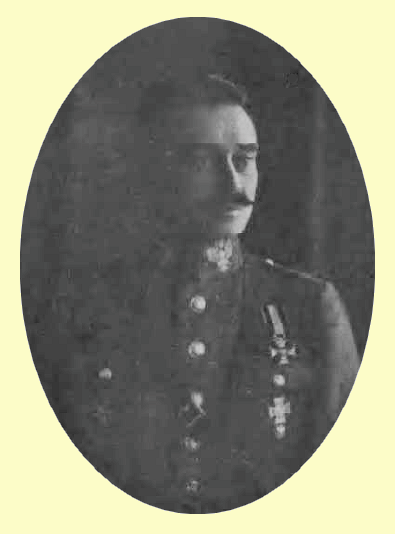
кап. Станіслав Скриньський

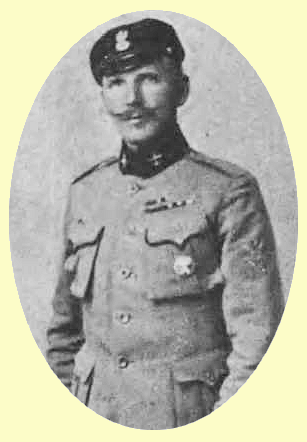
пол. Чеслав Рибинський

- Командир — кап. Станіслав Скриньський
  - Начальник штабу — полковник Чеслав Рибинський
  - Керівник відділу мобілізації — кап. Чернішевскі
  - Санітарний — генерал д-р Казімеж Кардашевич
  - Контролер — військовий офіцер Мікулський
  - Скарбник — військовий офіцер Антоні Порчинський
  - Уповноважений — полковник Зигмунт Скульський

- піхотний полк (стрілець) — полковник Казімеж Шиманський
  - Капітан 1-го батальйону Юзеф Ковзан
  - 2-й батальйон — кап. Альбін Скрочинські
  - Лицарський легіон
- водійський полк
  - 1 ескадрон — ротмістр Міхал Празмовський
  - 2 ескадрон — ротмістр Rawicki
- (4 ескадрильї) (4 гармати) — підполковник Казимир Ледоховський, полковник Миколай Мрозовисько (фактично капітан Полонський)
- інженерна компанія — кап. Лупковскі
- кулемети — кап. Юзеф Мелнеровіч
- автомобільний відділ — кап. Клоновскі
- Авіакрило (6 літаків) — кап. C. Латинська
- майстерня поїзду — полковник Шамота
- польовий госпіталь — доктор Ласковський
- комендант етапів — Cpt. Роман Йоахімович

Загалом у загоні налічувалося близько 250 офіцерів і 2500 рядових.